# Sindrome dell'aceto
La sindrome dell'aceto (in inglese vinegar syndrome) è un deterioramento di tipo chimico delle pellicole cinematografiche o di alcuni tipi di nastro magnetico in triacetato di cellulosa.

## Storia

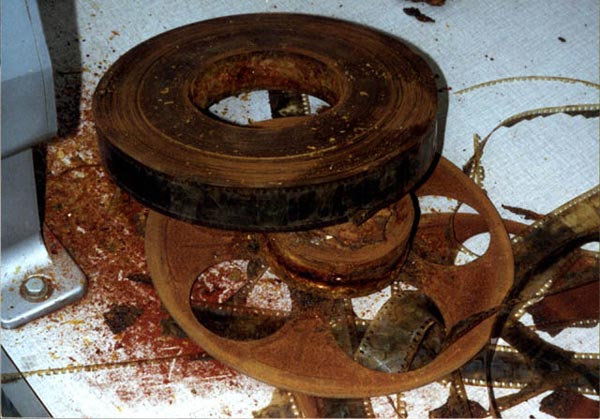
Pellicola affetta da sindrome dell'aceto

La pellicola in acetato venne introdotta dalla Kodak nel 1948, circa un decennio dopo il governo indiano segnalò alla casa produttrice il forte deterioramento di alcune pellicole esposte al clima caldo e umido del subcontinente.
Gli studi effettuati dal produttore rivelarono che il deterioramento, caratterizzato dall'emissione di un forte odore di aceto e dall'irrigidimento e dalla deformazione della pellicola, era dovuto alla rottura dei gruppi acetili e dal conseguente rilascio di acido acetico.
Secondo gli esperimenti compiuti dalla Kodak le pellicole conservate a 18 °C (umidità al 50%) non incorrono nella "sindrome" per almeno 50 anni, mentre una temperatura di 15 °C ne porta la durata a 150 anni, mentre lo standard di conservazione maggiormente usato prevede la conservazione delle pellicole di acetato a 12 °C con un'umidità relativa del 35%.

## Nastro magnetico

### Sindrome dell'aceto
I primi nastri magnetici venivano realizzati con un substrato in acetato di cellulosa, molto sensibile al degrado chimico e idrolitico. In questo caso la sindrome si manifesta con il rilascio da parte del nastro, di acido acetico dal tipico odore acre, fino al raggiungimento progressivo di un avanzato stato di deterioramento. Inoltre il nastro diventa appiccicoso e durante la riproduzione subisce facilmente alterazioni fisiche come l'arricciamento e rottura.

### Sindrome dell'incollamento
La sindrome dell'incollamento (in inglese sticky-shed syndrome) è un deterioramento di tipo chimico che interessa i nastri magnetici.
In casi di cattiva conservazione del medesimo (come l'esposizione a alti tassi d'umidità ambientale) i leganti del substrato resistente, che tengono saldo l'ossido di ferro alla "base" del nastro, per effetto dell'idrolisi inizieranno ad assorbire acqua.
Le conseguenze di ciò risulteranno ben presto evidenti, poiché il nastro diverrà appiccicoso e subirà al contempo anche uno stiramento nel senso della lunghezza che comporterà una più lenta riproduzione (il supporto si allungherà, ma i contenuti rimangono i medesimi). Inoltre comincerà anche a perdere particelle di ossido di ferro (ruggine) sulle guide e la testina del riproduttore : il rilascio di queste comporterà un conseguente rapido calo della qualità dei contenuti audio e video (essendo questi memorizzati sotto forma di dipoli magnetici nell'ossido di ferro stesso) e, pertanto, una graduale fino a divenire definitiva perdita dell'informazione archiviata (dati, audio e/o video).